# W. Patrick McCray
W. Patrick McCray (* 1967 in den USA) ist ein US-amerikanischer Historiker, dessen Forschungen sich mit der Geschichte der Wissenschaft und der Technologie befassen.

## Leben
McCray wuchs im Südwesten von Pennsylvania auf und begann seine Studien an der University of Arizona, wo er unter anderem bei W. David Kingery und Michael Brien Schiffer studierte. Er arbeitete danach am Center for History of Recent Science der George Washington University und später am Center for History of Physics am American Institute of Physics, bevor er eine Professur an der University of California, Santa Barbara übernahm.
2005 war McCray einer der Mitbegründer des Center for Nanotechnology in Society, welches mit einer Starthilfe durch die US-amerikanische National Science Foundation ins Leben gerufen wurde. Dort leitet er die Forschungsgruppe, die sich mit der Geschichte der Nanotechnologie befasst.

## Ehrungen und Auszeichnungen
- 2011: Fellow der American Association for the Advancement of Science.
- 2014: Watson Davis and Helen Miles Davis Prize der History of Science Society mit Sitz in Washington, D.C.

## Veröffentlichungen
- Keep Watching the Skies: The Story of Operation Moonwatch and the Dawn of the Space Age. Princeton University Press, Princeton 2008, ISBN 978-0-691-12854-2.
- Giant Telescopes: Astronomical Ambitions and the Promise of Technology. Harvard Univ. Press, Cambridge, Mass 2004, ISBN 0-674-01147-3.
- The Visioneers : How a Group of Elite Scientists Pursued Space Colonies, Nanotechnologies, and a Limitless Future. Princeton University Press, Princeton 2012, ISBN 978-0-691-13983-8.[1]